# Acanthispa limbata
Acanthispa limbata es un coleóptero de la familia Chrysomelidae. Fue descrita en 1904 por Julius Weise como Acanthodes limbata.